# Rejencja gdańska (1815–1920)

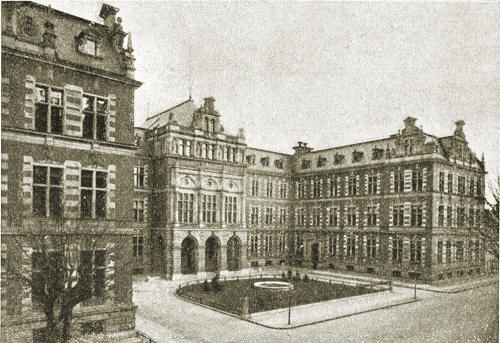
Siedziba rejencji w Gdańsku przy ul. Neugarten (obecnie Nowe Ogrody) 12-16

Rejencja gdańska (niem. Regierungsbezirk Danzig) – pruska i niemiecka jednostka administracyjna na terenie Pomorza Gdańskiego istniejąca w latach 1815–1920. 

## Historia
Rejencja powstała po Kongresie Wiedeńskim 1815 jako jeden z dwóch okręgów prowincji Prusy Zachodnie. W 1820 dokonano podziału na powiaty: miasto wydzielone Danzig oraz powiaty ziemskie: Berent (Kościerzyna), Danzig (Gdańsk), początkowo z siedzibą w Russotschinie (Rusocin), Elbing (Elbląg), Karthaus (Kartuzy), Marienburg (Westpr.) (Malbork), Neustadt i. Westpr. (Wejherowo) i Preußisch Stargard Starogard Gdański). 
W 1874 utworzono powiat miejski Elbing, a w 1887 powiaty ziemskie Putzig (Puck) i Dirschau (Tczew), powiat ziemski Danzig dzieląc na dwa powiaty: Danziger Höhe (Gdańskie Wyżyny) i Danziger Niederung (Gdańskie Niziny) z siedzibą w Danzig. 
W wyniku traktatu wersalskiego miasto Danzig wraz z powiatami Danziger Höhe i Danziger Niederung utworzyły Wolne Miasto Gdańsk, a powiaty Preußisch Stargard, Berent, Karthaus, Neustadt i. Westpr. oraz Putzig (dwa ostatnie jako powiat morski) zostały przekazane Polsce wchodząc w skład województwa pomorskiego. Powiaty Marienburg (Westpr.) i Elbing wraz z miastem Elbing stały się częścią rejencji kwidzyńskiej, przemianowanej w 1922 na rejencję zachodniopruską.